# وبگاه

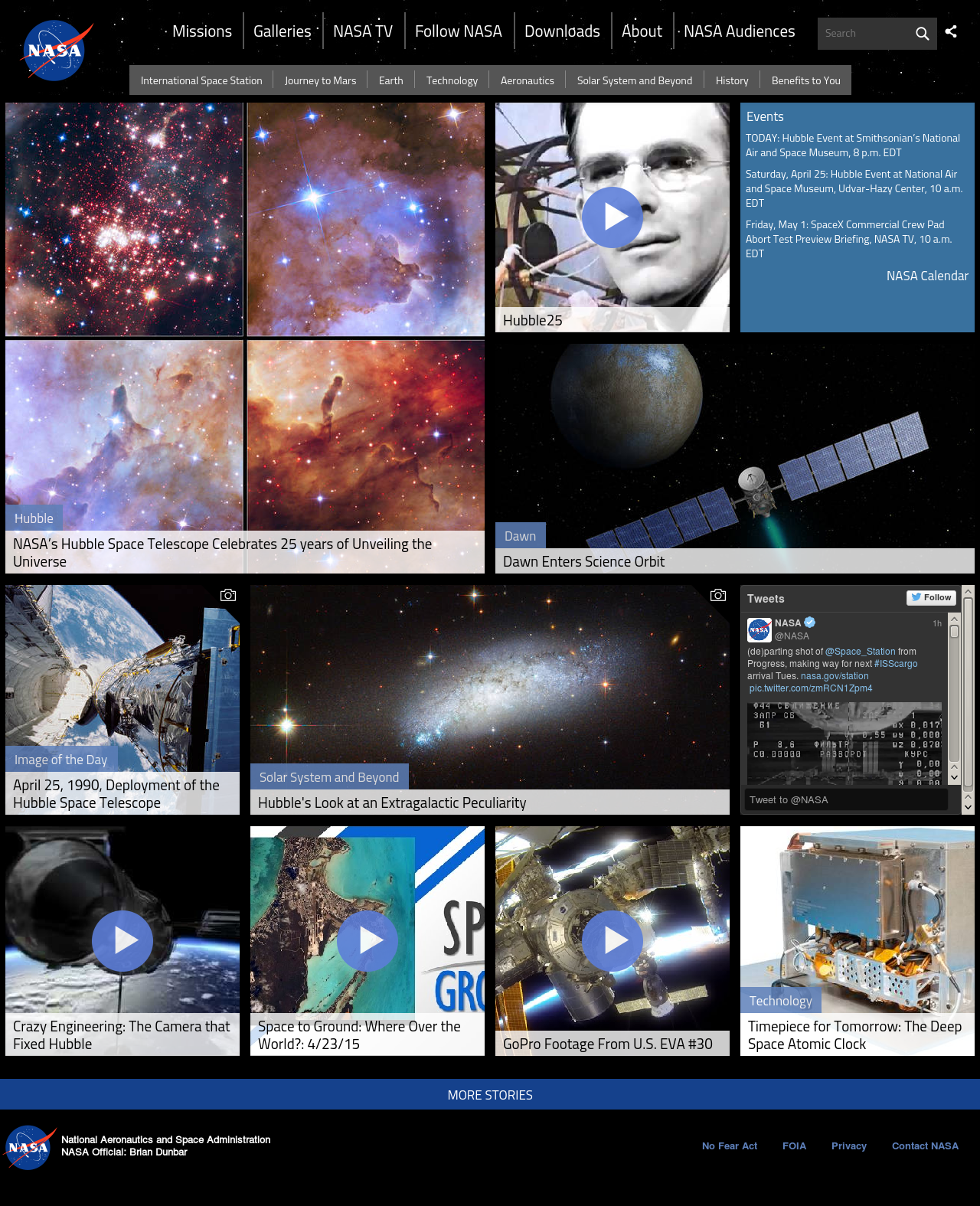
صفحهٔ نخست وب‌سایت ناسا در آوریل ۲۰۱۵

وبگاه، وب‌سایت (به انگلیسی: Website)، تارنما و یا تارگاه (همچنین با عنوان اشتباه سایت نیز شناخته می‌شود)، مجموعه‌ای از صفحات وب حاوی محتوای چند رسانه ای است که دارای یک دامنه اینترنتی یا زیردامنه اینترنتی مشترک‌اند و توسط حداقل یک سرور وب انتشار داده می‌شود. وبگاه‌ها روی شبکه پروتکل اینترنت مثل شبکهٔ اینترنت یا شبکه محلی قرار می‌گیرد.
صفحهٔ وب سندی است که معمولاً به صورت اچ‌تی‌ام‌ال نوشته می‌شود و همواره با استفاده از پیمان اچ‌تی‌تی‌پی می‌توان به آن دسترسی پیدا کرد. پیمان اچ‌تی‌تی‌پی اطلاعات را از کارساز وبگاه به مرورگر وب کاربر منتقل می‌کند تا این اطلاعات برای کاربر نمایش داده شوند.
وبگاه‌ها نقش‌های مختلفی دارند و به حالت‌های گوناگونی به کار می‌روند. یک وبگاه ممکن است وبگاه شخصی، یا وبگاه تجاری یا وبگاه دولتی یا متعلق به یک سازمان غیرانتفاعی باشد. همهٔ وبگاه‌ها در کنار هم یک تار جهان‌گستر بزرگ از اطلاعات را درست می‌کنند.
اجزای سازنده وبگاه‌ها صفحه‌های وب هستند که با یک زبان نشانه‌گذاری ابرمتن (اچ‌تی‌ام‌ال، اکس‌اچ‌تی‌ام‌ال) قالب‌دهی شده‌اند. دسترسی به صفحات وبگاه از طریق یک ریشهٔ مشترک یوآرال با نام صفحه اصلی امکان‌پذیر است که این صفحهٔ اصلی از لحاظ فیزیکی روی همان کارساز قرار می‌گیرد. آدرس‌های صفحات آن‌ها را به صورت هرمی سازمان‌دهی می‌کنند اگرچه ابرپیوندهای موجود میان‌شان تعیین می‌کنند که چگونه کاربر اطلاعات را ببینند و چگونه ترافیک وب، بین بخش‌های مختلف وبگاه پخش شود.
برای دسترسی به اطلاعات برخی از تارنماها می‌باید حق اشتراک داشته باشید. از میان وبگاه‌هایی که برای ورود به آن‌ها به اشتراک نیاز دارید، می‌توان به وبگاه‌های تجاری، بخش‌هایی از وبگاه‌های خبری، وبگاه‌های بازی، میزگردهای اینترنتی، خدمات رایانامه، و سایت‌های ارائه‌کنندهٔ داده‌های بلادرنگ بهابازار اشاره کرد. هم‌اکنون در سال ۲۰۱۶ کاربران نهایی می‌توانند توسط ابزارهای مختلفی شامل رایانه رومیزی، لپ‌تاپ، تبلت، تلفن هوشمند و تلویزیون هوشمند به وبگاه‌های مختلف دسترسی داشته باشند.

## تاریخچه
وب توسط تیم برنرزلی انگلیسی در مؤسسه سرن ایجاد شد. در ۳۰ آوریل ۱۹۹۳ سرن اعلام کرد استفاده از وب برای همگان رایگان است. پیش از معرفی HTML و HTTP از سایر پروتکل‌ها مثل پروتکل انتقال فایل و گوفر برای دریافت فایل از سرور استفاده می‌شد.

## مرور
وبگاه می‌تواند محصول تلاش یک فرد یا یک گروه باشد که با هدف خاصی تهیه می‌شود. هر وبگاه می‌تواند ابرپیوندهایی به بقیهٔ وبگاه‌ها داشته‌باشد و بنابراین گاهی اوقات کاربر نمی‌تواند میان سایت‌های مختلف تمایز آشکاری قایل شود.
وبگاه‌ها را به زبان اچ‌تی‌ام‌ال می‌نویسند یا پس از آنکه در زبان دیگری نوشته می‌شوند به زبان اچ‌تی‌ام‌ال تبدیل‌شان می‌کنند و دسترسی به آن‌ها از طریق یک نرم‌افزار با نام مرورگر وب یا مشتری HTTP امکان‌پذیر است. دست‌رسی به وبگاه‌ها از طریق رایانه‌های موجود روی شبکهٔ اینترنت یا وسایل مرتبط با اینترنت شامل رایانه‌های رومیزی، رایانه‌های کیفی، تبلت، لپ‌تاپ و تلفن‌های همراه امکان‌پذیر است.
یک سامانهٔ رایانه‌ای که با عنوان کارساز وب (سرور وب) و همچنین سرور HTTP شناخته می‌شود میزبان وبگاه است. اصطلاحات سرور وب و HTTP می‌توانند برای اشاره به نرم‌افزاری که روی این سامانه‌های رایانه‌ای اجرا می‌شوند نیز به کار رود و کارش این است که داده‌های مربوط به صفحات وب را بازیابی کند، و در مقابل درخواست کاربران وبگاه، اطلاعات را تحویل دهد. کارساز اچ‌تی‌تی‌پی آپاچی معروف‌ترین نرم‌افزار کارساز وب موجود است (بر اساس آمارهای نت‌کرفت) و دیگر نرم‌افزار پرکاربرد IIS از شرکت ماکروسافت است.

## وبگاه ایستا
وبگاه ایستا، وبگاهی است که اطلاعات آن به ندرت تغییر می‌کنند و تغییر اندک اطلاعات در آن با نرم‌افزارهای ویرایش شخصی صورت می‌گیرد. نرم‌افزارهای ویرایش‌گر مهم که کاربرد شخصی فراوانی دارند عبارت اند از:
- ویرایشگرهای متن مانند Notepad یا برنامه‌های ویرایش‌گر متنی که درشان می‌توان پروندهٔ HTML را مستقیماً ویراست.
- ویرایشگرهای چاپ‌نما (WYSIWYG) مانند مایکروسافت فرانت‌پیج و Macromedia Dreamweaver که در آن‌ها اطلاعات سایت را یک واسط GUI می‌ویراید و پروندهٔ HTML با نرم‌افزار ویرایش‌گر خودکار تولید می‌شود.
- ویرایشگرهای الگومحور مانند Rapidweaver و iWeb که به کاربران اجازه می‌دهند به سرعت حتی بدون هیچ آشنایی با HTML و تنها با انتخاب الگوی مورد نظر خود از میان الگوهای موجود، سایت وب مورد نظرشان را ایجاد کرده و آن را روی سرور وب قرار دهند. افزودن رنگ و تصویر و متن به الگو با استفاده از یک نشر رومیزی (Desktop Publishing-DTP) صورت می‌گیرد که در این صورت نیازی به آشنایی با کد HTML وجود ندارد.

## وبگاه پویا
وبگاه پویا وبگاهی است که دایماً با کاربران اطلاعات دادوستد می‌کند و اطلاعاتش به سرعت تغییر می‌کند. ارتباط با کاربر با متغیرهای پایگاه داده مانند متغیرهای نشست، متغیرهای بخش سرور (داده‌های محیطی و…) یا کوکی‌های HTTP صورت می‌پذیرد و گاهی هم این ارتباط به مستقیماً رخ می‌دهد (مثلاً از راه حرکت نشانگر موش‌واره بر روی برخی قسمت‌های صفحه). هنگامی که وبگاه درخواست کاربر برای اتصال به یک صفحه را دریافت می‌کند، صفحه مورد نظر به خودکار توسط نرم‌افزار از انبار ذخیرهٔ موجود برداشته می‌شود و فرد می‌تواند به اطلاعات دست یابد؛ مثلاً وبگاه می‌تواند وضعیت ارتباط فعلی بین کاربر و گفتگو را نشان دهد، وضعیت جدید را نمایش دهد یا اطلاعات شخصی کاربر را در اختیار وی بگذارد.
سامانه‌های نرم‌افزاری تنوع بسیار زیادی دارند و از میان آن‌ها می‌توان به صفحات کارساز فعال (ASP)، صفحات کارساز جاوا (JSP) و زبان برنامه‌نویسی ابرمتن‌پرداز (PHP) اشاره کرد که در تولید وب‌سایت‌های پویا کاربرد بسیاری دارند. ممکن است اطلاعات وبگاه از یک یا چند دادگان بازیابی شوند یا در بازیابی آن‌ها از فناوری‌های گسترش‌پذیرنویسی (XML) محور مانند چکیده وبگاه (RSS) استفاده کنیم. محتویات ایستا را می‌توان پویا تولید کرد، که این فراوری اطلاعات می‌تواند موقتی بوده یا بر اساس وقوع رخ‌داد خاصی صورت پذیرد. در این صورت برای استفاده از موتار پویای اختصاص یافته به هر کاربر یا هر اتصال کارایی سامانه کاهش نمی‌یابد.
اپلت‌ها می‌توانند توانایی‌های مرورگرهای وب را بیفزایند و از آن‌ها برای نمایش «محتویات فعال» استفاده کنند. از میان این نرم‌افزارها می‌توان به Flash یا اپلت‌های نوشته شده به زبان جاوا اشاره کرد. اچ‌تی‌ام‌ال پویا(DHTML) در به‌روزآوری بی‌درنگ صفحات وب کاربرد زیادی دارند (در صورت استفاده از این فن، برای اعمال تغییرات به اطلاعات موجود لازم نیست به بارگذاری بپردازید)، که در آن‌ها از الگوی شیءگرای سند(DOM) و جاوااسکریپت استفاده شده‌است، که در مرورگرهای نوین وب به صورت پیش‌ساخته دیده می‌شوند.

## مالتی‌مدیا و محتوای تعاملی
در ابتدا وبگاه‌ها فقط متن داشتند سپس از تصاویر نیز استفاده شد. بعد از آن افزایه‌هایی به مرورگرها افزوده شد تا استفاده از ویدئو و شنیداری و سایر محتوای تعاملی را امکان‌پذیر کند. مثال‌هایی از این افزایه‌ها مایکروسافت سیلورلایت، ادوبی فلش و ادوبی شاک‌ویو است. اچ‌تی‌ام‌ال۵ این مزیت را دارد که بدون نیاز به افزونه جدید می‌تواند فایل‌های شنیداری و ویدئویی را پخش کند. همچنین بسیاری از وبگاه‌های امروزی درون خود جاوااسکریپت می‌سازند و به طراح وبگاه این امکان را می‌دهد که با فرستادن کدها به مرورگر اینترنت، محتوای صفحه را تغییر دهد و در صورت نیاز با سرور ارتباط برقرار کند. به این قابلیت درونی وبگاه مدل شیءگرای سند و اچ‌تی‌ام‌ال پویا گفته می‌شود.

## شیوهٔ نگارش و گویش

درصد وبگاه‌های اینترنتی از زبان‌های بکار رفته در محتوا

«وب» فارسی نیست و شکل مختصر عبارت «وب (تار) جهان‌گستر» است. البته فرهنگستان فارسی واژهٔ وب را به عنوان واژهٔ دخیل پذیرفته‌است و تارنما جایش را به وبگاه داده‌است. به هر حال ممکن است تا یک‌نواخت شدن شیوه نگارش این کلمه مدت زمان زیادی طول بکشد. این اختلاف دیدگاه در مورد مشتقات این کلمه مانند «وب‌نوشت» / «وب‌نوشت» نیز وجود دارد. در مطبوعات و گفتاری مردم از «وب‌سایت» و «سایت» به عنوان شیوه نگارش مطلوب یاد شده‌است. هم‌چنین در برخی جاها از ترکیبات لفظ «پایگاه» مانند «پایگاه اینترنتی» استفاده می‌کنند. برخی اوقات به آن تارنما هم گفته می‌شود.
«وبگاه» واژه مصوب گروه واژه‌گزینی فرهنگستان زبان و ادب فارسی برای واژه «وب‌سایت» (Website) در زبان انگلیسی هستند.

## انواع وبگاه‌ها
وبگاه‌های گوناگون با محتویات و کاربردهای مختلف بر روی اینترنت به چشم می‌خورند که در طبقه‌بندی آن‌ها روش‌های متعددی وجود دارد. برخی از این طبقه‌بندی‌ها عبارتند از:
- وبگاه‌های وابسته: یک درگاه وب که علاوه بر CMS خود، اطلاعات بقیهٔ ارائه دهندگان خدمات را به ازای دریافت مبلغی در اختیار کاربران قرار می‌دهند. معمولاً سه ارتباط اصلی قابل تصور است. موسسات وابسته مانند cj.com، دفترهای تبلیغاتی هم‌چون ebay.com و مصرف‌کنندگان مثل یاهو.
- وبگاه‌های بایگانی: که در نگه‌داری از اطلاعات با ارزش کاربرد دارند. برای نمونه: Internet Archive که از سال ۱۹۹۶ میلیاردها صفحهٔ وبٔ کهنه (و نو) را در خود جای داده‌است و Google Groups که تا اوایل سال ۲۰۰۵ بیش از هشت‌صد و پنجاه و چهارمیلیون پیام فرستاده به گروه‌های بحث و خبر شبکهٔ کاربران را در خود اندوخته‌است.
- وب نوشت دهنده‌ها: وبگاه‌هایی اند که درشان افراد اطلاعات روزانهٔ خود را نگهداری می‌کنند و گاهی هم میزگردهای مختلف را دربرمی‌گیرند. برای مثال می‌توان به blogger.com و wordpress.com اشاره کرد.
- وبگاه‌های میزبانی هاست: میزبانی وب یا وب هاستینگ به مفهوم فراهم ساختن فضایی است که کاربر می‌تواند فایل‌های وبگاه خود را در آن قرار دهد.
- وبگاه بازرگانی: که در بهبود خدمات یا رونق بازرگانی کاربرد دارند.
- وبگاه تجاری یا سایت تجارت الکترونیک: که برای خرید کاملاً مورد استفاده قرار می‌گیرد، مانند: amazon.com
- وبگاه ارتباطی یا شبکه اجتماعی: وبگاهی که در آن افراد با علایق مشترک به دادوستد اطلاعات می‌پردازند، معمولاً از طریق گفتگو یا بردهای پیام، برای مثال:مای‌اسپیس.
- وبگاه‌های دادگان: وبگاهی که کاربرد اصلی‌اش در جستجو و نمایش محتویات پایگاه‌های داده خاص مانند IMDB (بانک اطلاعات اینترنتی فیلم‌ها).
- وبگاه نرم‌افزارسازی: سایتی که هدفش ارایهٔ اطلاعات و منابع مربوط به تولید نرم‌افزار، مهندسی نرم‌افزار، طراحی وب و مواردی از این قبیل است.
- وبگاه راهنمای دادگان: سایتی که حاوی مطالب مختلفی است که به صورت منظم طبقه‌بندی شده‌است مانند راهنمای یاهو، راهنمای گوگل.
- وبگاه‌های دریافت: مشخصاً در دانلودکردن اطلاعات مثلاً نرم‌افزار‌ها، آهنگ‌ها نسخه‌های نمایشی بازی‌ها یا پس‌زمینه‌های رایانه‌ای کاربرد دارند که معمولاً در کشورهایی که قانون کپی رایت را رعایت می‌کنند و به آن اهمیت می‌دهند این سایت‌ها غیرمجاز هستند و با آن‌ها برخورد قانونی می‌شود؛ ولی کشورهایی مانند ایران، سایت‌های دانلود بسیاری دارند.
- وبگاه‌های استخدامی: به کارفرمایان این امکان را می‌دهند که نیازهای کاری خود را با اینترنت در اختیار کاربران بنهند. فرد جویای کار هم می‌تواند برگهٔ درخواست همکاری را پر کرده یا اطلاعات شخصی خود را در اختیار کارفرما بگذارد.
- وبگاه بازی: سایتی که افراد با مراجعه به آن همانند مراجعه به «زمین بازی» به بازی می‌پردازند مانند pogo.com.
- وبگاه‌های دامنهٔ جغرافیایی: به نام‌های دامنه‌ای اشاره دارد که مشابه نام‌های مناطق جغرافیایی هستند مانند شهرها و کشورها برای مثال Richmond.com با آدرس اینترنتی www.richmond.com نام دامنهٔ جغرافیایی ریچموند در ایالت ویرجینا است.
- وبگاه‌های خنده و سرگرمی: حاوی لطیفه و نغز و مطالب سرگرم‌کننده هستند.
- وبگاه‌های رزومه‌ساز: که امکان رزومه‌سازی راحت به همراه داشتن وب‌سایت شخصی را فراهم می‌کنند مانند emza.app.
- وبگاه‌های اطلاعاتی: نقش خبررسانی را بر عهده دارند و لزوماً با اهداف اقتصادی طراحی نشده‌اند مانند: RateMyProfessors.com و دانش‌نامهٔ آزاد ویکی‌پدیا. اغلب موسسات دولتی، آموزشی و غیرانتفاعی یک وبگاه خبررسانی هم دارند.
- وبگاه‌های جاوا اپلت: حاوی نرم‌افزار مورد نیاز برای اجرای برنامه خوب روی وب است.
- وبگاه‌های آینه‌ای: نسخه معادل یک وبگاه است.
- وبگاه‌های خبری: همانند پایگاه اینترنتی اطلاعاتی است اما تنها اخبار و تفاسیر خبری را ارائه می‌دهد.
- صفحهٔ اصلی شخصی: یک فرد یا یک گروه کوچک (مانند یک خانواده) هدایتش می‌کنند و حاوی اطلاعاتی است که فرد به سلیقه‌اش روی تار جهان‌گستر قرار می‌دهد.
- وبگاه‌های برگه: وبگاهی که برای کسب اطلاعات مهم و امنیتی مانند رمزهای گذر و اطلاعات مربوط به کارت‌های اعتباری طراحی شده‌است و می‌تواند با گمراه کردن فرد اطلاعات شخصی وی مانند کد سرپرستی امنیت اجتماعی وی یا اطلاعات کارت اعتباری وی را به دست آورد. (فیشینگ را ببینید).
- وبگاه‌های سیاسی: پایگاهی اینترنتی که افراد بر روی آن دیدگاه‌های سیاسی خود را مطرح می‌کنند.
- وبگاه‌های نمره‌دهی: سایتی که در آن افراد یک موضوع خاص را ستایش کرده یا از آن انتقاد می‌کنند. مانند ratemycar.com, ratemygun.com, ratemypet.com, hotornot.com.
- وبگاه‌های مرور: وبگاهی که در آن افراد نظرات خود را راجع به انواع محصولات و خدمات با یکدیگر مطرح می‌کنند.
- وبگاه‌های جستجوگر: سایتی که در آن اطلاعات کلی و دروازه‌هایی برای دستیابی به اطلاعات بقیه وبگاه‌ها و جستجو در وب ارائه شده‌است. نمونهٔ بارز این سایت‌ها، وبگاه گوگل و پرکاربردترین وبگاه‌های از این نوع، سایت یاهو است.
- وبگاه‌های ترسناک: وبگاهی که حاوی تصاویر یا مطالبی ترسناک است. مانند rotten.com و ratemypoo.com.
- وبگاه‌های شکوائیه: sucks.com یک سایت وب معروف است که در آن افراد به انتقاد از اشخاص، مکان‌ها، شرکت‌ها، دولت‌ها و سازمان‌ها می‌پردازند.
- وبگاه‌های درگاه وب: وبگاه که دروازه یا پورتالی را به سوی بقیهٔ منابع موجود روی شبکه اینترنت یا اینترانت باز می‌کند.
- ود سایت: وبگاه که در آن جزئیات یک مراسم ازدواج مانند خاطرات، تصاویر، اطلاعات مربوط به آن ارائه می‌شود.
- وبگاه‌های ویکی: سایت‌هایی که در آن کاربران با همکاری یکدیگر به ویرایش می‌پردازند (مانند ویکی‌پدیا).

برخی از وبگاه‌ها را می‌توان در چندین طبقه‌بندی ارایه‌شده جای داد؛ مثلاً یک پایگاه اینترنتی تجاری می‌تواند ضمن ارایهٔ محصول، اسناد اطلاعاتی مختلف مانند اوراق سفید را ارائه کند. همچنین هر یک از رده‌بندی‌های ارایه‌شده دارای زیرطبقه‌بندی‌هایی نیز هستند. برای مثال، یک وبگاه مستهجن نوعی وبگاه تجارت الکترونیک یا سایت بازرگانی است (چرا که تلاش دارد حق عضویت خود را به کاربران بفروشد). یک وبگاه‌ها طرف‌داری می‌تواند پایگاه اینترنتی افتخاری باشد که در آن سرپرست سامانه به یک شخصیت معروف ادای احترام می‌کند.
بسیاری از وبگاه‌های تجاری شکل و شمایلی شبیه دفترک (بروشور) دارند و در آن‌ها تبلیغات تجاری فراوانی وجود دارند. برخی از سایت‌ها هم وسیلهٔ ارتباطی افراد با یکدیگر از طریق گفتگوی وب هستند.
وبگاه‌ها دارای محدودیت‌های معماری هستند (مثلاً توان محاسباتی اختصاص یافته وبگاه محدود است). وبگاه‌های بسیار بزرگ مانند یاهو، مایکروسافت، گوگل کارسازهای زیادی را به خدمت می‌گیرند و به تجهیزات بارگذاری پیشرفته‌ای نیاز دارند (مانند خدمات محتوای سامانه‌های سیسکو و کلیدهای شبکه).